# Samoistna duktopenia dorosłych
Samoistna duktopenia dorosłych (ang. idiopathic adulthood ductopenia, IAD) – rzadka choroba cholestatyczna wątroby o nieokreślonej etiologii, polegająca na zaniku drobnych dróg żółciowych.
Dostępne nieliczne publikacje dotyczą pojedynczych przypadków samoistnej duktopenii, nie przeprowadzono badań na dużych grupach chorych. Termin idiopathic adulthood ductopenia zaproponował w 1988 Jurgen Ludwig z Kliniki Mayo. Przyczyna choroby jest nieokreślona, w jednej z publikacji opisano rodzinne występowanie zaburzenia. Schorzenie stwierdza się przede wszystkim u młodych mężczyzn. Obserwuje się objawy cholestazy o zmiennym nasileniu.
W diagnostyce wykonuje się ECPW i USG jamy brzusznej jako badania wykluczające inne przyczyny cholestazy – w samoistnej duktopenii nie stwierdza się zmian patologicznych. W badaniu histopatologicznym materiału pobranego w czasie biopsji wątroby obserwuje się zanik drobnych dróg żółciowych w co najmniej 50%. W rozpoznaniu różnicowym bierze się pod uwagę inne choroby wątroby, takie jak: autoimmunologiczne zapalenie wątroby, wirusowe zapalenie wątroby, polekowe i inne toksyczne uszkodzenia wątroby, pierwotne zapalenie dróg żółciowych i sarkoidozę.
Samoistna duktopenia dorosłych zwykle prowadzi do marskości wątroby, choć opisywano też przypadki o łagodnym przebiegu. Niektórzy autorzy wyróżniają dwa typy samoistnej duktopenii dorosłych: typ 1 o mniejszej progresji i typ 2 prowadzący do rozległego uszkodzenia wątroby. W leczeniu stosuje się kwas ursodeoksycholowy poprawiający wewnątrzkomórkowy transport kwasów żółciowych i działający protekcyjnie na hepatocyty. W przypadkach zaawansowanych wykonuje się przeszczepienie wątroby.